# Bogusław Mamiński

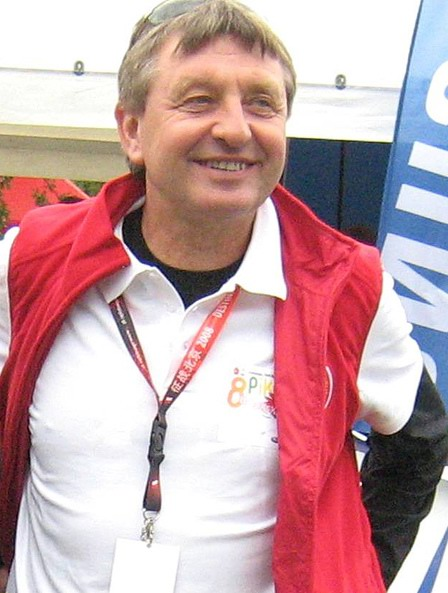
Bogusław Mamiński im Jahr 2007

Bogusław Mamiński (* 18. Dezember 1955 in Kamień Pomorski) ist ein ehemaliger polnischer Leichtathlet, der vor allem im Hindernislauf erfolgreich war.

## Karriere
Bei den Olympischen Spielen 1980 in Moskau erreichten zwei Polen das Finale im 3000-Meter-Hindernislauf; Bronisław Malinowski gewann Gold, Mamiński belegte in 8:19,5 min den siebten Platz. Im Jahr darauf trat Mamiński als Vertreter Europas beim Leichtathletik-Weltcup an. Als Sieger des Hindernislaufs trug er mit dazu bei, dass die europäische Männerauswahl den Weltcup gewann.
Im Finale der Europameisterschaften 1982 unterlag Mamiński im Endspurt dem westdeutschen Patriz Ilg. Bei der Siegerehrung stellte sich Ilg zu Mamiński auf die zweite Stufe des Siegerpodestes, die für den Europameister vorgesehene Stufe blieb zu Ehren des im Herbst 1981 tödlich verunglückten Malinowski frei. Ein Jahr später, im Finale der ersten Leichtathletik-Weltmeisterschaften, hatte sich auf der letzten Runde eine Dreiergruppe vom Feld abgesetzt. Der US-Amerikaner Henry Marsh führte nach dem letzten Wassergraben vor Ilg und Mamiński, stürzte aber am letzten Hindernis und wurde dann nur Achter. Ilg, der versetzt zu Marsh lief, gewann den Titel sicher, da Mamiński dem stürzenden Marsh ausweichen musste. Mamiński gewann Silber vor dem Briten Colin Reitz und dem Franzosen Joseph Mahmoud.
1984 war für alle Sportler des Ostblocks vom Olympiaboykott geprägt. 14 Tage nach dem olympischen Finale kam es beim Memorial Van Damme in Brüssel zu einem sehr schnellen Rennen. Joseph Mahmoud stellte in 8:07,62 min einen neuen Europarekord auf, Mamiński lief dahinter in 8:09,18 min die zweitschnellste Zeit des Jahres und seine persönliche Bestleistung. In den folgenden Jahren konnte Mamiński nicht mehr an seine große Form der frühen 1980er Jahre anknüpfen, seine beste Platzierung war der achte Platz bei den Olympischen Spielen 1988 in 8:15,97 min.
Mamiński war 1979, 1985, 1992 und 1993 polnischer Meister im Hindernislauf, 1983 und 1987 gewann er den polnischen Titel im 5000-Meter-Lauf. Er ist 1,80 m groß, sein Wettkampfgewicht betrug 68 kg.

## Bestzeiten
- 1500 Meter: 3:38,93 min (1980)
- 2000 Meter: 5:01,12 min (1982)
- 3000 Meter: 7:47,12 min (1985)
- 5000 Meter: 13:26,09 min (1980)
- 3000 Meter Hindernis: 8:09,18 min (1984)